# ماریو برتینی
ماریو برتینی (به ایتالیایی: Mario Bertini) بازیکن فوتبال و اهل ایتالیا است که از سال ۱۹۶۶ میلادی عضو تیم ملی فوتبال ایتالیا بوده و در ۲۵ بازی ملی حضور داشته‌است. او در بازی‌های ملی‌اش ۲ گل به ثمر رساند.
ماریو برتینی آخرین بازی ملی خود را در سال ۱۹۷۲ میلادی انجام داد.